# كاميرا ويندوز
الكاميرا (بالإنجليزي:Windows Camera) هو تطبيق لالتقاط الصور ومقاطع الفيديو ويمكن استخدام الكاميرا ككاميرا ويب. ويمكن للمستخدم تغيير حجم وأضواء الصورة ويتم حفظ الصور في مجلد الصور ويتم حفظ الفيديو في مجلد الفيديو. ويمكن للمستخدم حفظ موقع التقاط الصورة وعمل عد تنازلي لالتقاط الصورة أو البدء بالفيديو، ويمكن أيضاً عمل تكبير للصورة والتحكم بالسطوع ويمكن التصوير بالكاميرا الخلفية في حال وجودها في الجهاز عم طريق إعدادات الكاميرا.
وقد تم إدراج برنامج الكاميرا في ويندوز موبايل عام 2000 وفي أجهزة الكمبيوتر عام 2012.